# Frank Sommer (Mediziner)
Frank Sommer (* Juni 1967 in Aachen) ist seit 2007 der erste deutsche Professor für Männergesundheit. Er forscht am Universitätsklinikum Hamburg-Eppendorf und ist Autor von Sachbüchern.

## Leben
Frank Sommer studierte in Köln Medizin und war danach als Arzt in London tätig. Zurück in Köln beschäftigte er sich hauptsächlich mit der Erforschung männlicher Sexualstörungen. Er ist Urologe und Sportmediziner und hielt Vorträge zu den Themen Erektionsstörungen, Fertilisationsstörungen, Prostataerkrankungen und dem „alternden Mann“. Sommer wurde 1997 hessischer Fitness-Aerobic-Meister. Der Schwerpunkt seiner Arbeit in Hamburg liegt auf der Prävention sowie der Behandlung von für Männern typischen Erkrankungen. Im Dezember 2005 wurde Sommer zum Präsidenten der Deutschen Gesellschaft für Mann und Gesundheit gewählt.
Zum Thema Männergesundheit publizierte Sommer zahlreiche Beiträge in wissenschaftlichen Fachzeitschriften und 45 Beiträge in Fachbüchern.

## Medienpräsenz
Seit 1998 ist Sommer als TV-Gesundheitsexperte bei verschiedenen Fernsehsendern zu sehen, darunter u. a. bei der ARD (ARD Buffet, Die Viagra-Tagebücher), ZDF (Abenteuer Wissen, Make Love), RTL (Guten Morgen Deutschland, Punkt 12, Extra), 3sat (Wunderwerk Penis – Neues vom männlichen Zentralorgan, Spiegel TV), SAT1 (15 Dinge die Sie über Sexualität wissen müssen), NDR (45 Minuten, Visite, Wissen ist die beste Medizin) sowie weiteren News-Sendungen und Gesundheits-Beiträgen.

## Bücher
- Der beste Sex Deines Lebens, Verlag: Südwest, 2016, ISBN 978-3-517-09516-5.
- VigorRobic®: Potenter durch gezieltes Fitnesstraining, Meyer & Meyer Verlag; Auflage: 6. (2016), ISBN 978-3898996242.
- Warum Frauen Pornos mögen und Männer einen G-Punkt haben. Verlag: Südwest, 2007, ISBN 978-3517082899